# Psaliodes biconalis
Psaliodes biconalis är en fjärilsart som beskrevs av Walker 1859. Psaliodes biconalis ingår i släktet Psaliodes och familjen mätare. Inga underarter finns listade i Catalogue of Life.